# أبو محمد زيادة الله بن محمد
أبو محمد زيادة الله بن محمد بن الأغلب أو زيادة الله الثاني، تولى الحكم الأغلبي بعد وفاة أخيه أبي إبراهيم أحمد بن محمد بن الأغلب ولم تتجاوز فترة حكمه سنة هجرية واحدة بين 249 هـ-863 م/250 هـ-864 م وتوفي يوم 20 ذي القعدة 250 هـ-24 ديسمبر 864 م.

## حكمه
تميزت فترة حكمه بقصرها، ويذكر محمد الطالبي أنه واصل سياسة سلفه التي شارك هو نفسه في تنفيذها، إذ أنه كان قد قاد القمع ضد الإباضية بطرابلس. إلا أن الطالبي يرى أنه «استحق لقب الأمير المثالي الذي ترك له الحكم» ويضيف بأنه كان صالحا عادلا مثقفا سخيا، حتى أن القاضي سليمان بن عمران قال «ما ولى لبني الأغلب أعقل من زيادة الله الأصغر» وقد توفي دون أن تحدث في عهده مشاكل. تولى الحكم من بعده أبو الغرانيق محمد بن أحمد.